# Museo de la República (Brasil)
El Museo de la República es un museo ubicado en la ciudad de Río de Janeiro, Brasil. Ocupa el Palacio de Catete, edificio histórico que fue sede de la presidencia del país desde 1897 hasta 1960. Su función es preservar, investigar y comunicar los objetos y documentos que son testimonio de la memoria y la historia de la república brasileña. Integra la estructura del Instituto Brasileño de Museos, autarquía federal vinculada a la Secretaría Especial de Cultura del Ministerio de Turismo.
La transformación del Palacio de Catete en el Museo de la República se remonta al periodo que antecedió a la mudanza de la capital federal hacia Brasilia. El último presidente en ocupar el palacio, Juscelino Kubitschek fue convencido de la necesidad de integrar el palacio al patrimonio histórico nacional, reconociendo su importancia en la vida política y social del país. Así, por medio del decreto 47,883, del 8 de marzo de 1960, el Palacio de Catete se convirtió en la sede de la División de Historia Republicana (DHR), nuevo órgano de la estructura del Museo Histórico Nacional, que sería responsable de su gestión.
Según el decreto, la DHR sería responsable de "recibir, clasificar, catalogar, investigar, exponer y conservar los objetos adquiridos, donados o transferidos, relacionados, directa o indirectamente, a la historia de la República Brasileña". La adaptación del palacio para su nueva función correspondió al equipo del Museo Histórico Nacional, entonces dirigido por el periodista Josué Montello. La mayor parte de la colección de la nueva institución también vino transferida desde aquel museo. 
El Museo de la República fue fundado el 15 de noviembre de 1960, fecha en la que se conmemora la Proclamación de la República en Brasil. Con el museo en funcionamiento, el jardín del palacio también pasó a estar abierto al público. 
En julio de 1983, el Museo de la República se separó administrativamente del Museo Histórico Nacional, pasando a ser una estructura de gestión autónoma. Entre 1984 y 1989 el Museo de la República estuvo cerrado para la realización de obras de restauración de los elementos decorativos y arquitectónicos del Palacio y sus edificios anexos. La reapertura al público se dio el 15 de noviembre de 1989, ocasión del centenario de la proclamación de la república.
En el 2005, el Museo de la República pasó a ser responsable de la gestión del Palacio Río Negro, antigua residencia de los presidentes de la República en la ciudad de Petrópolis.